# Вивірка карпатська
Вивірка карпатська (Sciurus vulgaris carpathicus), або білка карпатська — карпатська форма (підвид)  вивірки лісової, гризунів з роду Вивірка (Sciurus) родини Вивіркові (Sciuridae) ), поширений у гірській та передгірній смузі Карпат. В Українських Карпатах вище 600 м науковці відмічали наявність карпатського підвиду Sciurus vulgaris carpathicus, який має темні кольори у забарвленні хутра, часто до коричнево-чорних відтінків, хоча зустрічаються і бурі особини. Шнаревич І. припускає, що чорна форма вивірки, або її карпатський підвид (S. v. carpathicus), віддає перевагу шпильковим лісам і основним її харчем є шишки. За Шнаревичем північна межа поширення підвиду визначається пн. схилами чеських Карпат. Далі вивірка іде на схід до Стрия (Львівська обл), Івано-Франківська, Коломиї, і вздовж р. Серет опускається до м. Фоскани в Румунії. На півдні займає територію Угорських Карпат. Ряд авторів вважають кольорові прояви вивірки лише
темними й світлими формами і карпатського підвиду взагалі не існує. Зізда Ю. припускає, що наявність темнозабарвлених популяцій пов'язана з підвищеною вологістю повітря в горах відносно рівнин.